# René Swette
René Swette (né le 21 août 1988 à Lustenau, en Autriche) est un joueur de hockey sur glace autrichien occupant la position de gardien de but.

## Biographie
Swette a joué ses années junior dans sa ville natale de Lustenau avec le EHC Lustenau, en 2005, il reçoit sa première chance avec l'équipe première. Dès 2008, il se joint au Klagenfurter AC dans la ligue première autrichienne.
Au niveau international, représente l'Autriche au niveau international, sa première participation au championnat du monde est en 2013, il est également part de la formation autrichienne aux Jeux olympiques d'hiver de 2014, mais ne joue aucune partie.